# Théâtre de marionnettes et musée NUKU
L'Eesti Noorsooteater auparavant ENSV Riiklik Nukuteater ,  Eesti Nukuteater ,  Eesti Nuku- ja Noorsooteater ,  NUKU teater  est un théâtre de marionnettes situé à Tallinn.

## Présentation
L'Eesti Noorsooteater est le seul théâtre professionnel national en Estonie axé sur les marionnettes et le théâtre visuel. 
Le théâtre a été fondé en 1952 par le marionnettiste et metteur en scène Ferdinand Veike, qui l'a dirigé pendant près de 30 ans   .
Situé dans la vieille ville historique, le théâtre fait partie d'un centre unique d'art du théâtre de marionnettes, qui comprend le musée du théâtre de marionnettes (et) ouvert en 2010 et qui accueille le festival international de théâtre visuel Nuq Treff (et), qui se déroule depuis 2006 . 
En 2016, une nouvelle salle de théâtre, la salle Ferdinand de 400 places, a été ouverte dans le centre de théâtre de marionnettes composé de trois bâtiments.

## Galerie

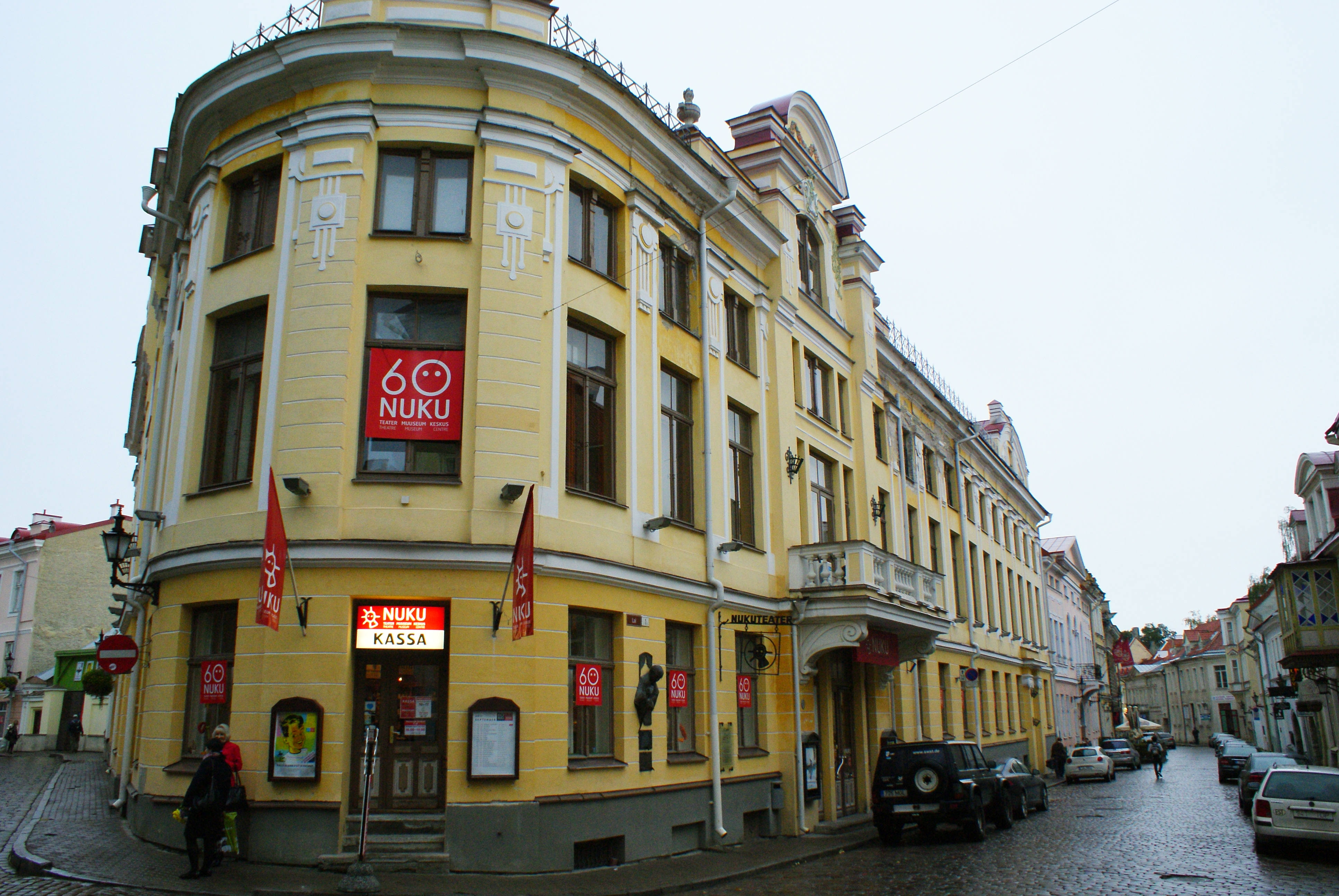
Vue extérieure
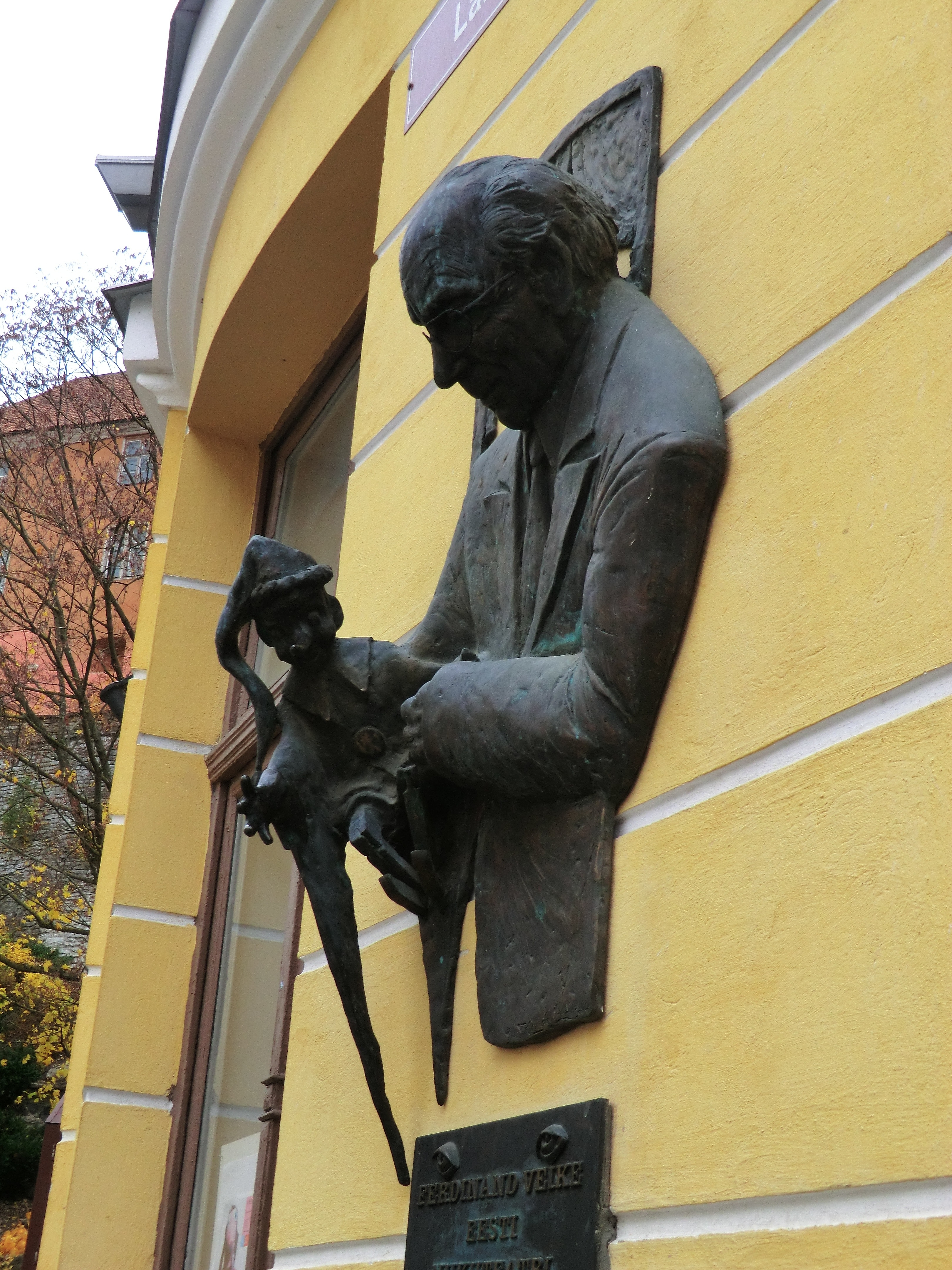
Ferdinand Veike (et), l'un des fondateurs du musée
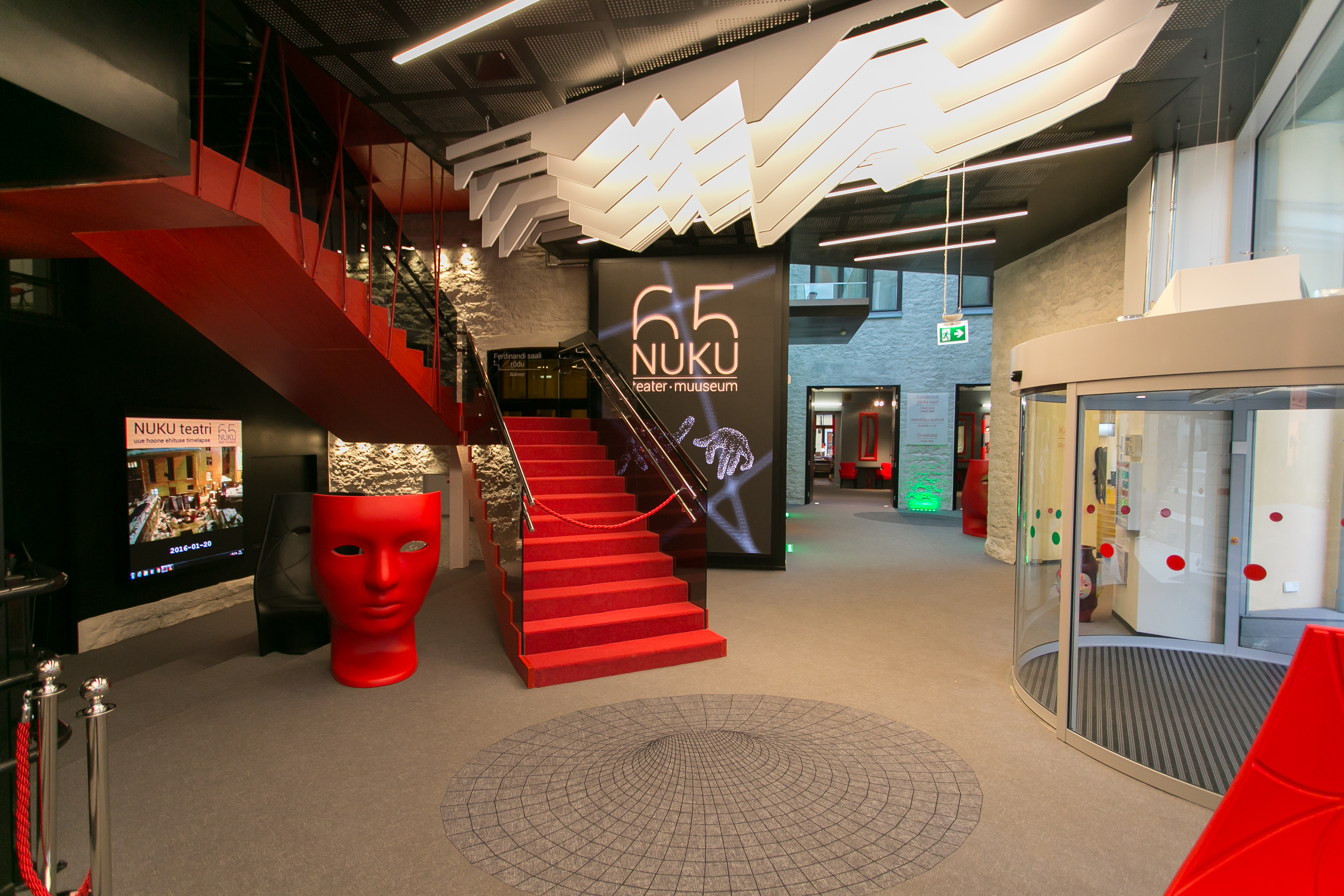
Vue intérieure